# Municipio de Crown Hill
El municipio de Crown Hill (en inglés: Crown Hill Township) es un municipio ubicado en el condado de Kidder en el estado estadounidense de Dakota del Norte. En el año 2010 tenía una población de 7 habitantes y una densidad poblacional de 0,08 personas por km².

## Geografía
El municipio de Crown Hill se encuentra ubicado en las coordenadas 46°46′16″N 100°1′33″O / 46.77111, -100.02583. Según la Oficina del Censo de los Estados Unidos, el municipio tiene una superficie total de 83.57 km², de la cual 79,77 km² corresponden a tierra firme y (4,55 %) 3,8 km² es agua.

## Demografía
Según el censo de 2010, había 7 personas residiendo en el municipio de Crown Hill. La densidad de población era de 0,08 hab./km². De los 7 habitantes, el municipio de Crown Hill estaba compuesto por el 100 % blancos. Del total de la población el 0 % eran hispanos o latinos de cualquier raza.